# Johann Theodor von Rouvroy
Johann Theodor Freiherr von Rouvroy (* 1727 in Luxemburg; † 30. September 1789 in Semlin, heute Stadt Belgrad) war ein österreichischer Artilleriegeneral.
Er diente anfangs in der sächsischen Armee, trat 1753 als Hauptmann in die österreichische Artillerie und kämpfte im Siebenjährigen Krieg unter Ernst Gideon von Laudon mit Auszeichnung. 1765 wurde er Kommandeur des Maria-Theresien-Ordens, 1787 Feldzeugmeister und nahm als Kommandant der Artillerie an dem Türkenkrieg 1789 teil. Rouvroy starb am 30. September 1789 in Semlin. Ihm zu Ehren erhielt 1891 das Festungsartillerieregiment Nr. 5 seinen Namen.